# 요스가노소라
《요스가노소라》(일본어: ヨスガノソラ)는 Sphere의 첫 번째 작품으로 2008년 12월 5일에 발매된 에로게이다.
2009년 9월 25일에 팬 디스크 《하루카나소라》(일본어: ハルカナソラ)가 발매되었다.

## 개요
에로게임 제작사 CUFFS의 자매 브랜드인 Sphere의 데뷔작으로서 하시모토 타카시, 스즈히라 히로 등 유명한 원화가들이 참가하였다.
제목인 ‘요스가노소라(일본어: ヨスガノソラ)’는 가타가나로 적혀있으며, ‘인연의 하늘(縁の空)’ 정도로 해석할 수 있다. 부제는 ‘In solitude, where we are least alone.’
월간 콤프 에이스 2009년 10월호부터 만화로 연재되어 2010년 말엽에 2권 분량으로 완결되었으며, 2010년 5월에 애니메이션화가 발표되어 2010년 10월부터 AT-X 등의 일본 방송사를 통해 방영되고 있다.
근친상간의 수위 높은 부분이 있다.

## 줄거리
부모님을 갑작스런 교통 사고로 잃게 되어 쌍둥이 여동생인 카스가노 소라와 둘만 남게 된 카스가노 하루카는 도시지역으로부터 멀리 떨어진 산 속의 오쿠코조메 마을로 이사하여 아버지의 친가이자 얼마 전까지 의사로 활동했던 조부의 집에서 두 명만의 생활을 시작한다.
이전에 놀러왔을 때에 면식이 있던 요리히메 나오, 아마츠메 아키라와의 재회, 새로운 친구들과의 만남, 손이 많이가는 여동생과의 생활. 이런 따뜻한 시간이 흘러가는 동안 하루카는 자신에게 중요한 존재를 깨달아 간다.

## 등장인물
- 등장인물의 담당 성우는 게임 / 애니메이션 순

### 주요 인물
카스가노 하루카(春日野 悠)
성우 : 없음 / 시모노 히로
신장 : 170cm / 혈액형 : O형 / 생일 : 2월 5일
부모님이 뜻하지 않은 교통사고에 의해 돌아가셨기 때문에 쌍둥이 여동생인 소라와 함께 오쿠코조메 마을에 이사한다. 집 주변에 살고 있는 나오에게 도움을 받으면서 소라와 함께 살고 있다.
도시 태생의 미소년이라는 설정으로 얼굴이 온화한 인상이며, 혼자서 일을 처리하는 특징이 있다.
가사 생활은 서투르고 소라는 가사 생활에 도움을 주지 않기 때문에 집에서는 온갖 고생을 한다.
할아버지는 마을 의사, 할머니는 산파로 활동하셨으며 그 둘이 ‘카스가노 의원’이라는 이름의 작은 의원을 운영하고 있었다. 두 사람 모두 마을내에서 신망이 두터운 사람이었기에 그들의 증손자인 하루카가 그에 대한 보답을 받는 일이 잦다.
돌아가시기 전의 부모님은 인테리어 상점을 운영하고 있었다. 그러한 어머니의 영향으로 옷이나 물건을 보는 감각이 높은 편이지만 이 점에 대해서는 동생인 소라가 더 위이기 때문에 소라에게 거절당하는 경우가 많다.
취미는 패션 잡지를 보는 것. 도시에 있었을 때는 입는 옷차림에도 여러 신경을 쏟고 있었지만 오쿠코조메로 이사한 후에는 ‘편하기 때문에’라는 이유로 T셔츠만으로 일상을 보낸다.
애니메이션에는 원작에는 없는 삐쳐나온 머리카락이 그려져 있다.
아마츠메 아키라(天女目 瑛)
성우 : 츠키시로 마나 / 사카타 카요(동일)
신장 : 153cm / 혈액형 : A형 / 생일 : 8월 3일
하루카와 같은 반. 이전에 하루카가 오쿠코조메 마을에 놀러왔을 때 함께 놀았던 경험이 있는 신사(神社)의 소녀. 하루카를 ‘하루 군’이라고 부른다.
온화하고 상냥하며 언제나 웃고 있지만 그 내심으로 무엇을 생각하고 있는지는 아무도 모른다. 카즈하는 ‘카즈’, 료헤이는 ‘료 오빠’라고 부른다. 언제나 다른 사람의 마음을 읽는 듯 알아채고 있다..
현재는 신사의 관리인과 무녀직을 겸임하고 있으며 신사에서 홀로 생활하고 있다. 그로 인해 평상시에 무녀 복장을 하고 있는 경우가 많다. 보호자 할아버지가 2년 전에 사망한 이후로 야히로가 보호자 역을 하고 있으며, 그 이유로 야히로의 집에 식사를 차리러 간다. 노인들의 심부름으로 자주 마을을 돌아다니기 때문에 모두에게 사랑받고 있다.
카즈하와는 어린 시절부터 친구였으며, 그녀에게 여러 가지 것을 지적받기도 한다. 또한 기억력이 뛰어나서 옛날의 사건을 잘 기억하고 있다.
애니메이션판의 추가 파트에서는 등장 인물중에서 유일하게 얼굴이 크게 그려져 있다.
요리히메 나오(依媛 奈緒)
성우 : 키무라 아야카 / 이노쿠치 유카(동일)
신장 : 163cm / 혈액형 : AB형 / 생일 : 10월 7일
하루카들이 놀러 왔을 때 언제나 돌봐 주던 한 살 연상의 누나. 하루카를 ‘하루쨩’으로 부른다.
이전과 같이 하루카들을 걱정해 준다. 등교도 함께하며, 요리, 재봉 등의 가사 활동에 능숙하기 때문에 하루카들의 집안일을 적극적으로 돕기도 한다.
수영부에 소속해 있지만 수영장의 옆에서 독서를 하는 것이 잦다. 자택에 있는 것보다는 마을 내를 어슬렁어슬렁 걷고 있는 시간이 더 많다.
미기와 카즈하(渚 一葉)
성우 : 고교 나즈나 / 오노 료코(동일)
신장 : 164cm / 혈액형 : A형 / 생일 : 8월 3일
하루카와 같은 반. 현지 국회의원의 외동딸. 겉으로는 재색을 겸비한 미소녀 아가씨이지만 실제는 성격이 급하고 지기 싫어하는 경향을 갖고 있다. 료헤이나 아키라에게는 직접적인 타격이 가해지는 경우도 많다.
무언가를 강하게 지적할 때에는 출처를 알 수 없는 알루미늄 뚜껑을 꺼내어 가격한다.
비올라 레슨을 받고 있기 때문에 능숙하게 연주할 수 있지만, 연주를 들을 수 있는 것은 부모님을 제외하면 아키라와 신사의 고양이 뿐이다. 비올라 외에 꽃꽂이, 일본 무용, 과자 만들기의 레슨도 받고 있다.
노기자카 모토카(乃木坂 初佳)
성우 : 토오노 소요기 / 오카지마 타에(동일)
신장 : 160cm / 혈액형 : O형 / 생일 : 12월 23일
미기와 가문의 메이드. 단기대학 졸업 후 취직에 실패하여 친가에서 빈둥거리고 있었지만, 부모님의 친구이자 미기와 가문의 가정부인 타타라씨의 권유로 2년 전부터 미기와 가문에서 일하고 있다. 본인은 자신의 메이드 복장을 부끄러워 한다.
행동이 어설프고 침착성도 부족하다. 눈 앞에 보이는 것 밖에 생각하지 못하고, 멍하니 실패하는 것도 많다. 미기와 가문의 비서인 야마나시씨에게 그에 대해 자주 잔소리를 듣는다. 어른인 듯한 태도를 취하려고 하나 언제나 실패한다.
자주 미팅에 참가하지만 언제나 실패. 술버릇이 나쁘다.
부모님과 동거하고 있으며, 가사는 부모님에게 모두 맡겨 두었다. 가사 생활 수준은 평균 이하.
애니메이션판에서는 추가 파트의 메인 캐릭터 역할을 맡는다. 디포르메 효과에 의해 몸통이 쓸데없이 길어지는 등의 묘사가 있다. 그녀의 '오늘의 한마디'로 추가 파트가 종료된다.
카스가노 소라(春日野 穹)
성우 : 시로나미 하루카 / 타구치 히로코(동일)
신장 : 152cm / 혈액형 : O형 / 생일 : 2월 5일
하루카와 쌍둥이의 남매로, 말수가 적고 무기력하고 인터넷에 의존하는 은둔형 외톨이적 성격을 갖고 있다. 학교에서는 하루카들과 다른 반에 배치되어 있다.
어린 시절 자주 아파서 입퇴원을 반복했다. 그 때문에 하루카와 체격 차이가 있으나, 공부에 관해서는 하루카보다 월등히 뛰어나다.
어머니의 영향으로 옷이나 물건을 선택하는 감각이 높으며, 이는 하루카보다 더 위이다. 어머니로부터 받은 검은 토끼인형을 소중히 한다. 하루카보다 먼저 자신의 의견을 말하지 않고 외면해 버리는 일이 있다.
하루카를 ‘하루(ハル)’라고 부른다. 편식이 많으며 인스턴트 푸드를 좋아한다.
옛날에 오쿠코조메 마을에 와서 같이 놀았던 경험이 있는 나오에게, ‘과거의 어떤 특정한 사건’ 때문에 비정상적인 적개심을 보인다.
남의 앞에서 노래하는 것은 잘 하지 않지만 매우 노래를 잘 부른다. 모토카는 이를 ‘천사의 목소리’라고 말한다.
만화에서는 소라 루트를 메인으로 하며, 팬디스크인 《하루카나소라》에도 루트 이후의 애프터 스토리가 수록되어 있다.

### 그 외의 인물
쿠라나가 코즈에(倉永 梢)
성우 : 하루나 유미→히메가와 아이리 / 미네기시 유카리(동일)
신장 : 158cm / 혈액형 : A형 / 생일 : 6월 1일
하루카의 반의 학급 위원장으로, 애칭은 ‘위원장’ 그 자체이다. 책임감이 강하고 성실하며 배려가 깊다.
전원생활이기 때문에 도시의 분위기가 나는 것을 동경한다. 취미는 패션 잡지 감상.
전학 온 ‘도시의 미소년’ 하루카에게 한 눈에 반했으며, 그 일에 대한 이야기가 나오면 부끄러워 한다. 그런 이유로 하루카의 앞에서는 긴장해서 능숙하게 이야기하지 못한다. 이 태도 때문에 주위에게 하루카에 대한 호감을 들켜버렸지만, 정작 당사자인 하루카는 전혀 알고있지 못한다.
팬디스크에서 공략할 수 있다.
이후쿠베 야히로(伊福部 やひろ[*])
성우 : 잇시키 히카루 / 다나카 료코(동일)
신장 : 165cm / 혈액형 : B형 / 생일 : 1월 10일
근처에 있는 막과자가게의 점주. 친척이 없는 아키라의 보호자이기도 하다. 미인형이나 입이 거칠다. 모토카와는 어렸을 때부터 단기 대학까지 학교가 같다. 지금도 함께 술을 마시곤 한다.
시간이 드는 것을 싫어해서 가게를 종종 아키라에게 맡기고 나간다. 판매를 위한 가게의 상품을 그냥 먹기도 한다.
식사도 평상시에는 아키라가 만들어 주고 있지만, 독신 생활의 경험이 있기 때문에 집안일을 못 하는 것은 아니다. 오히려 요리는 매우 잘한다.
일류 기업에 근무했던 엘리트였지만 복잡한 인간 관계에 의해 사직하고 고향에 돌아가, 할머니의 가게였던 막과자가게를 운영한다.
아키라를 ‘뇨메’라고 부르는 일이 있다. 유래는 ‘아마츠메(天女目)’→‘뇨메(女目)’→‘뇨메(にょめ)’.
팬디스크에서 공략할 수 있다.
나카자토 료헤이(中里 亮平)
성우 : 아토노 마츠리 / 나카쿠니 타쿠로(동일)
신장 : 175cm / 혈액형 : B형 / 생일 : 9월 25일
하루카와 같은 반. 한 살 연상이지만 유급 하고 있다. 학교 이외에서는 가벼운 고전 옷 차림을 하고 있다. 턱수염이 트레이드마크.
생각없이 말하는 가벼운 발언이나 성희롱이 될 수 있는 말이 많기 때문에 아키라 이외의 여자들에게는 지적당하거나 무시되는 경우가 많다. 또한 소라에게 잘 보이려고 하지만 대체로 성공하지 못한다. 이러한 면모에도 불구하고 모두를 하나로 모아주는 좋은 연상의 인물이기도도 하다.
‘료헤이亮平’의 ‘亮’가 ‘아키라’로도 발음될 수 있기 때문에 아키라와 함께 있으면 ‘W아키라’라고 불린다.

## 이야기의 배경
이야기의 장소적 배경이 되고 있는 오쿠코조메 마을은 본작의 캐릭터 디자인을 맡은 하시모토 타카시의 친척이 살고 있던 곳을 본따 그려진 곳이다. 구체적으로는 도치기현 아시카가시 카바사키 마을 주변의 풍경을 본딴 것으로, 작품 내에 등장하는 신사는 카바사키의 오우진 천황을 모시는 신사와 닮아있다.
TVA의 방송 시작을 전후로 아시카가 시에 배경 탐방 차 방문하는 작품 팬들이 나타났기 때문에 카바사키 주민의 일부는 이 작품을 통해 지역의 부흥을 노려보자는 의견을 내었다. 하지만 이 작품의 애니메이션에 성관계의 묘사가 삽입되어 홍보에 사용하기 적합한가를 두고 논란이 일어 관계자들이 난색을 나타내기도 하였다.

## PC 게임

### 주요 제작진
- 캐릭터 디자인·원화
  - 하시모토 타카시
  - 스즈히라 히로
- 시나리오
  - 타치카제 유키지
  - 아사쿠라 마사토
- BGM
  - Manack
- 디렉터
  - 사쿠라 나오토

### 주제가
주제가 〈길의 앞, 하늘 너머에〉(道の先、空の向こう 미치노 사키, 소라노 무코[*])
작사 - 료우카, 작·편곡 - Manack
노래 - Rita
엔딩 테마 - 〈새벽녘의 프리즘〉(夜明けのプリズム 요아케노 푸리즈무[*])
작사 - 료우카, 작·편곡 - Manack
노래 - Rita

### 발매 특전

#### 요스가노소라 IMAGE CD
초회한정판 특전 CD로, 보컬 곡과 이미지 테마가 들어있다.
보컬 곡 〈그대, 이어진 하늘.〉(君、繋ぐ空。 기미, 쓰나구소라.[*])
작사 - 코츠 키미야, 작·편곡 - 오리쿠라 토시노리
노래 - Rita
이미지 테마 〈교항시 요스가노소라〉
작곡 - 오리쿠라 토시노리 外

#### 요스가노소라 Visual Art Collection
예약 캠페인의 상품으로, 발매일 이전까지 예약한 구매자들에게 특전으로 배송되었다.
총 16명의 일러스트레이터에 의한 《요스가노소라》 일러스트집

### 관련 상품

#### 하루카나소라
2009년 9월 25일에 발매된 요스가노소라의 팬디스크.
다음과 같은 사양으로 발매되었다.
- 추가 시나리오 (소라 After, 코즈에 루트, 야히로 루트)
- Web 연재 컨텐츠 수록
- PC의 배경화면 용 일러스트
- 주제가 〈둘이서〉(フタリ 후타리[*])

노래 - Duca

#### CD
Maxi Single
- 《길의 앞, 하늘 너머에》

노래 - Rita
2008년 9월 26일 발매. 주제가인 〈길의 앞, 하늘 너머에〉와 엔딩 테마인 '새벽녘의 프리즘〉이 수록되어 있다.
앨범 표지는 하시모토 타카시의 작품이며 표지의 주인공은 아마츠메 아키라.

## 만화
월간 콤프 에이스 2009년 10월호부터 연재중. 원작의 소라 루트를 메인으로 하여 아키라·카즈하 시나리오나 나오 시나리오등을 끼워넣은 형식으로 전개된다. 원작과는 다르게 노기자카 모토카가 전혀 등장하지 않고, 아키라의 출생에 관한 부분도 많이 간추려서 소개되고 있다. 주인공인 하루카도 원작에서는 요리를 잘하는 편이 아니었지만 만화에서는 잘한다는 설정이고, 그가 오쿠코조메에 온 직접적인 이유나 계기에도 원작과 큰 차이가 있다. 또한, 만화판의 오리지널 설정으로, 소라가 가지고 있는 검은 토끼인형이 소라가 입원해 있을 적에 어린 하루카가 선물한 것이라는 설정이 있다.
2010년 4월호와 9월호는 각각 코믹스 발매 작업과 애니메이션 작업 때문에 휴재하였다.
- 제1권
  - 일본 - ISBN 978-4-04-715428-5 (2010년 5월 26일 발매)
- 제2권
  - 일본 - ISBN 978-4-04-715586-2 (2010년 12월 25일 발매)

## 애니메이션
2010년 10월부터 일본의 여러 방송사를 통해 방영되고 있다. 시청 연령에 제한이 있으나 강제성이 없기 때문에 일부 방송국에서는 특정 장면에 수정을 더하여 송출하고 있다.
본편과 추가 파트의 2분할 형식으로 구성되어 있다. 후자에서는 디포메이션(디폴메) 형식의 작화가 주로 사용된다. 작품은 공통 및 개별의 루트를 통해 각 히로인에 대한 스토리가 전개되는 방식이어서, 시간 순서는 한명의 히로인의 이야기가 끝난 후 분기 시점으로 돌아와서 다른 히로인의 이야기를 재개하는 방식이다. 또한 각 화의 제목을 표시할 때 히로인의 머릿글자와 그 루트의 진행 정도가 기록되어 있으며, 이는 모토카만을 공략하는 추가 파트도 마찬가지이다.
BD와 DVD로 발매될 때 각각의 수록 순서에 차이가 있는데, BD에서는 각 히로인마다 4화씩 수록(카스가노 소라의 경우 5화 수록), DVD에서는 TVA의 방송 순서 그대로 수록된다. 이런 이유로 BD의 경우에는 제1화 등의 공통 루트가 여러 권에 수록되게 된다.
TVA와 애니메이션 공식 사이트 간의 연동 이벤트를 실시하고 있어서, 방송중에 표시되는 패스워드를 공식 사이트의 다운로드 페이지에서 입력하면 여러 가지 디지털 컨텐츠를 받을 수 있다. 새로운 화의 방영 시간이 가장 빠른 AT-X 방송사의 화 방영 시점부터 AT-X에서의 다음 화의 방송 개시 전까지 전달되지만, 1화와 2화는 패스워드를 알아보기 힘들었다는 이유로 10월 26일 자정부터 11월 1일 오후 23시 29분까지 패스워드 없이 다운로드할 수 있었다.

### 제작진
- 원작 - Sphere
- 감독 - 타카하시 타케오
- 시리즈 구성 - 아라카와 나루히사
- 캐릭터 원화 - 하시모토 타카시, 스즈히라 히로
- 캐릭터 디자인 - 카미모토 카네토시
- 프롭 디자인 - 스기야마 료우조우
- 메인 애니메이터 - 마스다 쿠니아키, 스즈키 고우, 사토 모토아키, 타츠다 신이치
- 음향감독 - 이와나미 요시카즈
- 음악 - 미와 마나부, Bruno Wen-li
- 애니메이션 제작 - feel.
- 제작 - 오쿠코조메 마을 반상회

### 방영 목록
- 부제는 위가 본편, 아래가 추가 파트의 것이다. 또한 부제에는 본편, 추가 파트 모두 그 회의 히로인의 이름이 어떠한 형태로든 포함되어 있다.
- 다음 표에서 원제 뒤의 표기는 캐릭터에 대한 진행 정도를 표기한 애니메이션 상의 기호이다. (표기가 없는 제 1화는 모든 히로인 공통루트이다.)
  - A : 아마츠메 아키라
  - M : 노기자카 모토카
  - K : 미기와 카즈하
  - N : 요리히메 나오
  - S : 카스가노 소라

예시 : AK2 : 아키라, 카즈하 공통루트 (진행도 : 2)
| 화수   | 부제 (원제/풀이)    | 부제 (원제/풀이)          | 각본              | 그림 콘티       | 연출            | 작화감독                                                                                                | 총 작화감독                       |
| ------ | ------------------- | ------------------------- | ----------------- | --------------- | --------------- | --- | --------------------------------- |
| 제1화  | ハルカナキオク      | 아득한 기억               | 아라카와 나루히사 | 타카하시 타케오 | 산페이 세이     | 스기야마 료우조우 마스다 쿠니아키                                                                       | 카미모토 카네토시                 |
| 제1화  | ダメモトカイナ(M1)  | 밑져야 본전               | 아라카와 나루히사 | 타카하시 타케오 | 산페이 세이     | 오가타 히로미                                                                                           | 카미모토 카네토시                 |
| 제2화  | アキラハズカシ(AK2) | 아키라, 부끄러워          | 아라카와 나루히사 | 시마즈 사토유키 | 오쿠노 코타     | 카와시마 나오                                                                                           | 카미모토 카네토시                 |
| 제2화  | モトカラソコツ(M2)  | 원래부터 덜렁이           | 아라카와 나루히사 | 시마즈 사토유키 | 오쿠노 코타     | 오가타 히로미                                                                                           | 카미모토 카네토시                 |
| 제3화  | ツカズハナレズ(K3)  | 붙어 있지도 떨어져 있지도 | 아키즈키 히로     | 타카하시 타케오 | 츠다 마사카츠   | 스즈키 고우 사토 모토아키 오가타 히로미 타나카 마사테루 오카다 마이코                                   | 스기야마 료우조우 마스다 쿠니아키 |
| 제3화  | イモートカッカ(M3)  | 여동생 화났다             | 아라카와 나루히사 | 타카하시 타케오 | 츠다 마사카츠   | 오가타 히로미                                                                                           | 카미모토 카네토시                 |
| 제4화  | ハルカズハート(K4)  | 하루카·카즈하의 마음      | 아키즈키 히로     | 타카하시 타케오 | 후지이 타카후미 | 코스게 요우 카와시마 마사루                                                                             | 카미모토 카네토시                 |
| 제4화  | イツモトカワレ(M4)  | 여느 때와 다르게          | 아라카와 나루히사 | 타카하시 타케오 | 후지이 타카후미 | 오가타 히로미                                                                                           | 카미모토 카네토시                 |
| 제5화  | ヤミアキラカニ(A3)  | 어둠을 밝게               | 아라카와 나루히사 | 시마즈 사토유키 | 사가 사토시     | 타키 고로 시미즈 카츠스케 오쿠노 히로유키 오치아이 히토미                                               | 카미모토 카네토시                 |
| 제5화  | モットカチタイ(M5)  | 좀 더 이기고 싶어         | 아라카와 나루히사 | 타카하시 타케오 | 사가 사토시     | 오가타 히로미                                                                                           | 카미모토 카네토시                 |
| 제6화  | アキラメナイヨ(A4)  | 포기하지 않아             | 아라카와 나루히사 | 사사키 나나코   | 우에다 시게루   | 키쿠치 사토노부                                                                                         | 이나이 요우                       |
| 제6화  | モートーカメカ(M6)  | 모토카 메카               | 아라카와 나루히사 | 타카하시 타케오 | 우에다 시게루   | 오가타 히로미                                                                                           | 카미모토 카네토시                 |
| 제7화  | ツミナオトメラ(NS2) | 죄지은 소녀들             | 아라카와 나루히사 | 시마즈 사토유키 | 후지이 타카후미 | 마스다 쿠니아키 스기야마 료우조우 사토 모토아키 무라야마 코우스케 스즈키 고우 오쿠노 코타 타츠다 신이치 | 카미모토 카네토시                 |
| 제7화  | ミミモトカンデ(M7)  | 귀 깨물어 줘              | 아라카와 나루히사 | 타카하시 타케오 | 후지이 타카후미 | 오가타 히로미                                                                                           | 카미모토 카네토시                 |
| 제8화  | ナオクラキソラ(N3)  | 더욱 어두운 하늘          | 아미야 마사하루   | 시마즈 사토유키 | 오노다 유스케   | 오오가와라 하루오                                                                                       | 카미모토 카네토시                 |
| 제8화  | ムナモトカモン(M8)  | 가슴으로 Come on          | 아라카와 나루히사 | 타카하시 타케오 | 오노다 유스케   | 오가타 히로미                                                                                           | 카미모토 카네토시                 |
| 제9화  | ハルカナオモイ(N4)  | 아득한 마음               | 아미야 마사하루   | 야마자키 미츠에 | 코마야 켄이치로 | 스기야마 료우조우 타츠다 신이치                                                                         | 이시이 타케히로 카미모토 카네토시 |
| 제9화  | イマモトカイニ(M9)  | 지금도 도시에             | 아라카와 나루히사 | 타카하시 타케오 | 코마야 켄이치로 | 오가타 히로미                                                                                           | 카미모토 카네토시                 |
| 제10화 | トリノソラネハ(S3)  | 새가 우는 시늉은          | 아라카와 나루히사 | 타카하시 타케오 | 츠다 마사카츠   | 마스다 쿠니아키 스즈키 고우 사토 모토아키 오쿠노 코타                                                   | 카미모토 카네토시                 |
| 제10화 | モトカレイマモ(M10) | 옛 남자친구는 지금도      | 아라카와 나루히사 | 타카하시 타케오 | 츠다 마사카츠   | 오가타 히로미                                                                                           | 카미모토 카네토시                 |
| 제11화 | ソラメクフタリ(S4)  | 방황하는 둘               | 아라카와 나루히사 | 시마즈 사토유키 | 사가 사토시     | 시미즈 카츠스케 타키 고로 오치아이 히토미                                                               | 카미모토 카네토시                 |
| 제11화 | モトカノメモリ(M11) | 모토카의 기억             | 아라카와 나루히사 | 타카하시 타케오 | 산페이 세이     | 오가타 히로미                                                                                           | 카미모토 카네토시                 |
| 제12화 | ハルカナソラヘ(S5)  | 아득한 하늘로             | 아라카와 나루히사 | 타카하시 타케오 | 우에다 시게루   | 타츠다 신이치 스즈키 고우 이시이 타케히로 마스다 쿠니아키 사토 모토아키 이시이 타케히로                 | 카미모토 카네토시                 |
| 제12화 | モトカトハルカ(M12) | 모토카와 하루카           | 아라카와 나루히사 | 타카하시 타케오 | 우에다 시게루   | 오가타 히로미                                                                                           | 카미모토 카네토시                 |

### 주제가
오프닝 테마 〈비익의 날개〉(比翼の羽根 히요쿠노 하네[*])
작사 - riya / 작·편곡 - 키쿠치 하지메
노래 - eufonius
엔딩 테마 〈핑키 존스〉(ピンキージョーンズ 핀키존즈[*])
작사 - 무라노 쵸큐 / 작·편곡 - NARASAKI
노래 - 모모이로 클로버
추가 파트에 대한 제작진 정보만 엔딩 크레딧에 적혀있으며, 추가 파트와 같은 데포르메 형식이 사용되고 있다.
엔딩 테마 〈이어진 인연〉(ツナグキズナ 쓰나구키즈나[*])
작사·작곡·편곡 - nyanyannya
노래 - Team.네코캔 feat. 아마오토 쥰카
전용 영상과 함께 본편의 제작진 정보가 엔딩 크레딧으로 등장한다.